# Madeleine-Sophie Barat
Pour les articles homonymes, voir Barat.
Madeleine-Sophie Barat, née Sophie Barat le 12 décembre 1779 à Joigny (Yonne) et morte le 25 mai 1865 à Paris, est une religieuse française, fondatrice en 1800 de la Société du Sacré-Cœur de Jésus (Congrégation des sœurs du Sacré-Cœur), béatifiée par Pie X le 24 mai 1908 sous le nom de Madeleine-Sophie Barat, puis canonisée sous ce nom par Pie XI le 24 mai 1925.
Issue d'une famille d'artisans tonneliers, Sophie a reçu une solide éducation chrétienne de la part de son frère Louis. À l'initiative du père Joseph Varin, jésuite, auprès de qui œuvrait son frère Louis, elle fonde le 21 novembre 1800 la Société du Sacré-Cœur de Jésus dont l'objet est de développer l'enseignement pour les jeunes filles.
Très attirée à la fois par une vie de prière mais aussi par le désir d’aider la société de son temps, elle est une femme étonnamment ouverte aux besoins de son époque et très attentive à y répondre de son mieux. Elle cherche à donner aux femmes un rôle de premier plan pour la reconstitution du tissu social. Elle révèle de remarquables qualités relationnelles, manifestant de l'aisance aussi bien avec les grands de ce monde qu'avec les enfants et leurs familles. L'ouverture des lycées napoléoniens, puis républicains, aux filles, œuvre du ministre de l'Instruction publique Victor Duruy, est, en un certain sens, un hommage rendu à l'intuition de Sophie.
Élue supérieure de la congrégation dès le 18 janvier 1806 alors qu'elle n'avait que 26 ans, elle le restera jusqu'à sa mort le 25 mai 1865. Comptant alors 3 539 religieuses réparties en 99 communautés, la congrégation s'est considérablement développée à travers le monde, notamment en Amérique du Nord dès le 19 mars 1818, grâce à Philippine Duchesne, religieuse de la congrégation béatifiée par le pape Pie XII le 12 mai 1940 et canonisée le 3 juillet 1988 par le pape Jean-Paul II.

## Biographie

### Enfance

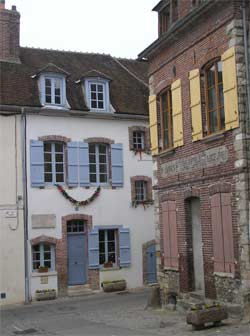
La maison natale de Sophie Barat à Joigny.

Sophie Barat naît dans une famille relativement modeste, mais instruite. Son père Jacques Barat est tonnelier, cultivateur et vigneron à Joigny dans l'Yonne actuelle. Il a su s'élever de la condition de vigneron de son père et a fait fructifier son commerce, tout en devenant propriétaire d'une petite maison. Sa mère, née Madeleine Fouffé, est d'une naissance un peu moins modeste. Instruite pour son temps, elle donna à ses trois enfants une éducation qui fera de deux d'entre eux des personnalités marquantes dans le monde catholique.
C'est le 12 décembre 1779 que Sophie vient au monde. Une circonstance tragique préside à sa naissance. Dans la nuit du 12 au 13, un incendie éclate dans la maison voisine de celle de Jacques Barat. Le danger est si menaçant que sa femme qui attendait son troisième enfant, donne le jour prématurément de deux mois, à la petite Sophie. Elle est si chétive qu'on la fait immédiatement baptiser, à l'église Saint-Thibault, de crainte qu'elle ne vive pas, et l'on choisit son frère aîné, Louis Barat, comme parrain. Il est âgé d'une quinzaine d'années et se destine à la prêtrise.
Grâce à des soins assidus, Sophie se fortifie et montre très vite une intelligence peu commune : « Je n'avais que dix-sept mois quand je m'aperçus que j'existais, écrit-elle dans ses mémoires ». Louis lui fait suivre le soir à la maison les cours qu'il donne aux jeunes gens du collège de Joigny, tant dans le domaine des sciences exactes que dans les domaines de la littérature ou de la religion.

### Montée à Paris et rencontre avec le père Varin

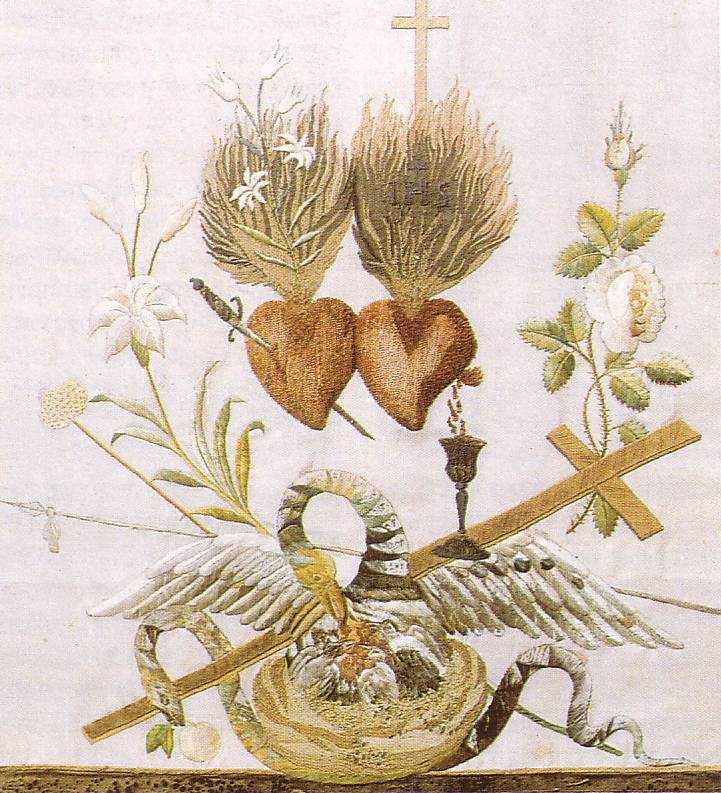
Broderie faite par Sophie à Paris et envoyée à sa mère à Joigny.

Jeune diacre du diocèse de Sens, régent au collège de Joigny, Louis Barat prête dans un premier temps le serment à la Constitution civile du clergé mais se rétracte en 1792. Il fait alors partie du clergé réfractaire fidèle au pape et à la monarchie. Emprisonné, il échappe à la guillotine et retrouve sa liberté à la chute de Robespierre, il est ordonné prêtre en 1795 et décide d'aller exercer son ministère à Paris. Il demande à ses parents d'emmener sa sœur qui a 15 ans « pour tenir son petit ménage » et lui donner une éducation supérieure et théologique sous sa conduite rigoureuse.
Âgée de 9 ans quand éclate la Révolution française et de 14 quand Robespierre est renversé, la jeune Sophie est profondément marquée par la Terreur qui joue un rôle important dans sa vie spirituelle. C'est pour en réparer les excès et les erreurs qu'elle souhaite voir se créer une nouvelle forme de vie religieuse. Elle voit dans la Révolution française un régime qui a « atteint les droits de Dieu et outragé le Cœur du Christ » dans la mesure où il a entravé les modalités habituelles du culte, contrarié les formes traditionnelles de la transmission de la foi, brisé les cadres ecclésiastiques anciens et empêché le clergé de tenir son rôle.
Le 17 juillet 1794, les jeunes prêtres Charles de Broglie, Joseph Varin (1769-1850), Charles Leblanc et les frères Léonor et Xavier de Tournély s'étaient regroupés pour constituer la « Société du Sacré-Cœur », pour préparer la restauration de la Compagnie de Jésus en France. « Saint Ignace sera glorifié de compter pour enfants les enfants du Sacré-Cœur » écrit l'abbé Léonor de Tournély, qui a également en projet de créer une Société de femmes dévouées à assurer par le Sacré-Cœur l'éducation des jeunes filles, et en rédige les bases : « Se dévouer au Cœur de Jésus, ressusciter l'amour de Jésus dans les âmes et la lumière de sa doctrine dans les esprits ; pour cela prendre les sentiments et les dispositions intérieures de ce Cœur divin et les répandre par le moyen de l'éducation de la jeunesse ». Il meurt le 9 juillet 1797 avant d'avoir pu réaliser son projet. L'idée est alors reprise par son confrère Joseph Varin. Louis Barat, qui avait rallié ces prêtres et qui était devenu l'auxiliaire de l'abbé Varin, lui présente sa sœur Sophie. « J'allai voir Mademoiselle Sophie Barat, racontait l'abbé Varin, et je trouvai une personne très délicate de tempérament, extrêmement modeste et d'une grande timidité. Quelle pierre fondamentale ! me dis-je en moi-même. En effet, c'était sur elle que Dieu voulait édifier la Société de son Cœur. » Le noviciat commença presque aussitôt. De Paris, Sophie, envoie à sa mère une broderie du Sacré-Cœur, qui s’appuie sur l’Écriture, la théologie, la tradition et tout son élan mystique.

### Fondation de la Société du Sacré-Cœur de Jésus

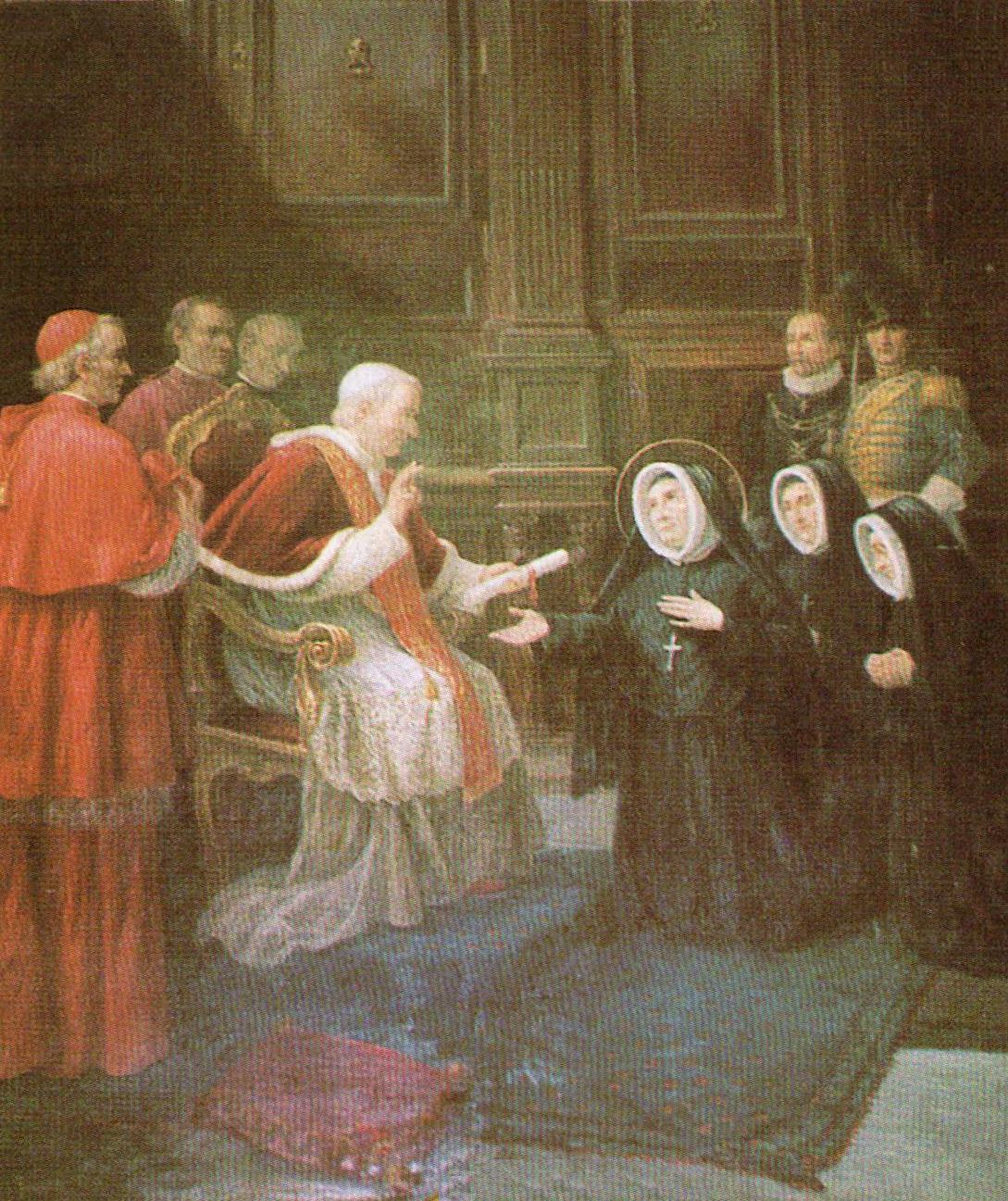
Le pape Grégoire XVI approuve les constitutions en 1843.

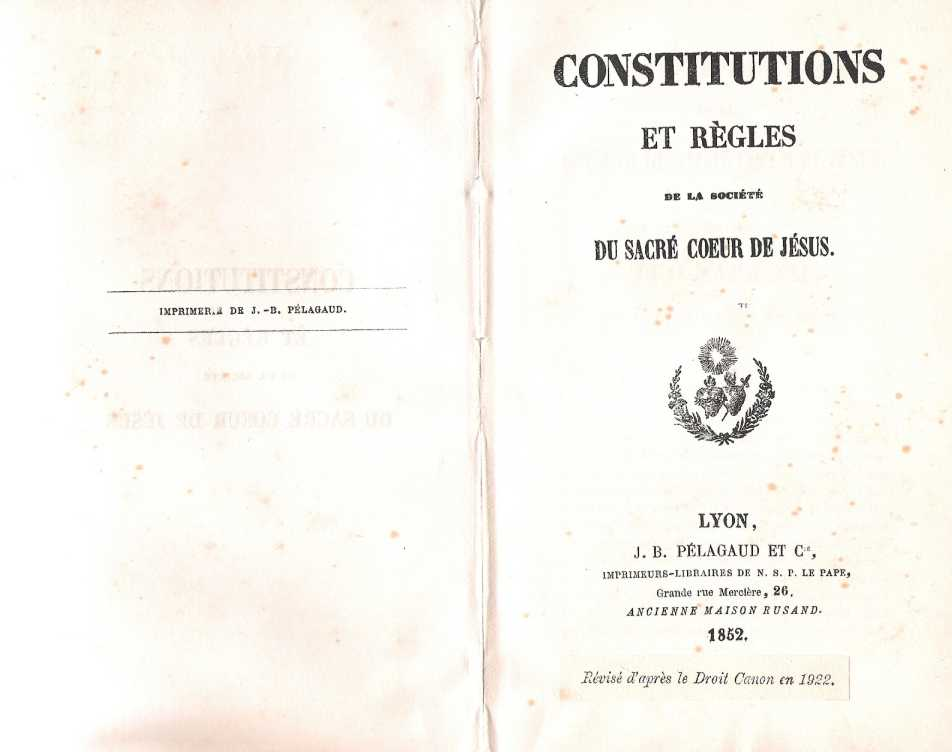
Les constitutions de 1852.

Le 21 novembre 1800, Sophie et ses compagnes prononcèrent leurs premiers vœux lors de la fondation de la Société du Sacré-Cœur de Jésus (Congrégation des Sœurs du Sacré-Cœur). La Société prit corps avec l'ouverture de la maison d'Amiens en octobre 1801. Sophie fit profession religieuse le jour de la Pentecôte, le 7 juin 1802.
De toute la France arrivèrent très vite de nouvelles jeunes filles à former. Successivement, de petites communautés assemblées dans le même but que le Sacré-Cœur demandèrent à s'y rattacher. À ces maisons multipliées, il fallait une autorité centrale. La nomination d'une supérieure générale s'imposa en très peu de temps. Le 18 janvier 1806, « Madame Barat » fut élue, elle n'avait pas encore vingt-sept ans.
Avant de s'appeler Société du Sacré-Cœur de Jésus, la congrégation s'est appelée Dilette di Gesù, puis en 1804 Dames de l'association de l'Instruction chrétienne. Le 10 mars 1807, l'empereur Napoléon approuve par décret la fondation de l'« Association de l'Instruction chrétienne » peu avant de disperser le 1er novembre 1807 les Pères de la Foi, suspects de royalisme. En 1814, après que Pie VII a rétabli la Compagnie de Jésus, l'association prend son nom définitif.
Après quelques difficultés dans la rédaction des constitutions, certaines mères ayant fait prendre une orientation différente des vues d'origine, Sophie réussit à revenir aux intentions primitives avec d'autant plus de vigueur que, parallèlement, la Compagnie de Jésus ayant été rétablie, les Pères de la Foi, dont l'abbé Varin, y étaient entrés. C'est avec son aide qu'elle établit les premières constitutions en novembre 1815.
À partir de 1815, la Société du Sacré-Cœur entre dans une phase de consolidation et d'affirmation qui apaise progressivement les conflits. Le passage à un nouveau régime politique, le rétablissement de la royauté surtout, permettent d'user de l'appellation de « Sacré-Cœur » à laquelle on ne faisait auparavant référence qu'entre soi. La Société pouvait désormais porter un nom qui exprimait son charisme et sa raison d'être.
Les constitutions sont approuvées en 1816 par Pie VII et la Société du Sacré-Cœur de Jésus est reconnue par un bref de Léon XII le 22 décembre 1826.
La révolution de 1830 amène le transfert du noviciat hors de France. L'extension internationale crée de nouvelles exigences. L'adaptation des constitutions, trop alignées sur celles de la Compagnie de Jésus, suscite de nouveau une menace de crise. L'obéissance de Sophie, la dignité de son attitude, la qualité de ses relations avec les papes successifs, notamment avec Grégoire XVI, permettent de franchir une nouvelle fois les obstacles.
Le pape Grégoire XVI approuve les nouvelles constitutions en 1843 et à partir de cette date, les fondations se multiplient en France, en Irlande, en Angleterre, en Belgique, en Autriche, en Suisse et en Espagne. Ces institutions donnaient ainsi dans toute l'Europe un enseignement uniquement en français (il en sera ainsi jusque dans les années 1970) pour les jeunes filles des classes élevées.
En 1850, Sophie Barat rencontre à Rome le pape Pie IX, qui approuve les réformes qu'elle lui propose, concernant notamment la nomination de supérieures provinciales.

### Développement de la congrégation à travers le monde

Ancien emblème des religieuses du Sacré-Cœur de Jésus.

La congrégation est consacrée à l'éducation des jeunes filles. Le premier pensionnat dont Sophie Barat prend la direction est installé à Amiens en octobre 1801, puis vient Grenoble en 1805. Sophie reçoit la bénédiction de Pie VII à Lyon. L'extension se poursuit à Poitiers et Niort en 1808, Beauvais, Chambéry, Lyon, Bordeaux, Le Mans, Autun, Besançon, Turin, Metz, Lille, Perpignan, Avignon, Rome, Bruxelles en 1836, Marseille, Nantes, Tours, Montréal en 1842,Algérie en 1844, Laval, Montpellier, Nancy, Galicie. Sophie a une vie très itinérante et mouvementée. À partir de 1806 et pendant tout le reste de sa vie, au moins jusqu'en 1852, elle va de maison en maison pour fonder, agréger des communautés qui demandent la fusion, communiquer l'« esprit » de la congrégation, dynamiser et renforcer l'unité.
Philippine Duchesne seconde Sophie. Elle avait prononcé ses vœux en 1805, peu après la création de la congrégation, et apporté une dot importante. La rencontre avec Mgr Guillaume-Valentin Dubourg, venu recevoir la consécration épiscopale en 1816 comme premier évêque de Louisiane va être déterminante. Il demande des religieuses pour l’éducation féminine dans son diocèse d’Amérique nouvellement créé. Le 19 mars 1818, pour Madame Duchesne, c'est le grand départ pour la Louisiane. De là, elle va développer considérablement la congrégation. Philippine Duchesne sera béatifiée par Pie XII le 12 mai 1940 et canonisée le 3 juillet 1988 par le pape Jean-Paul II.

### Mort

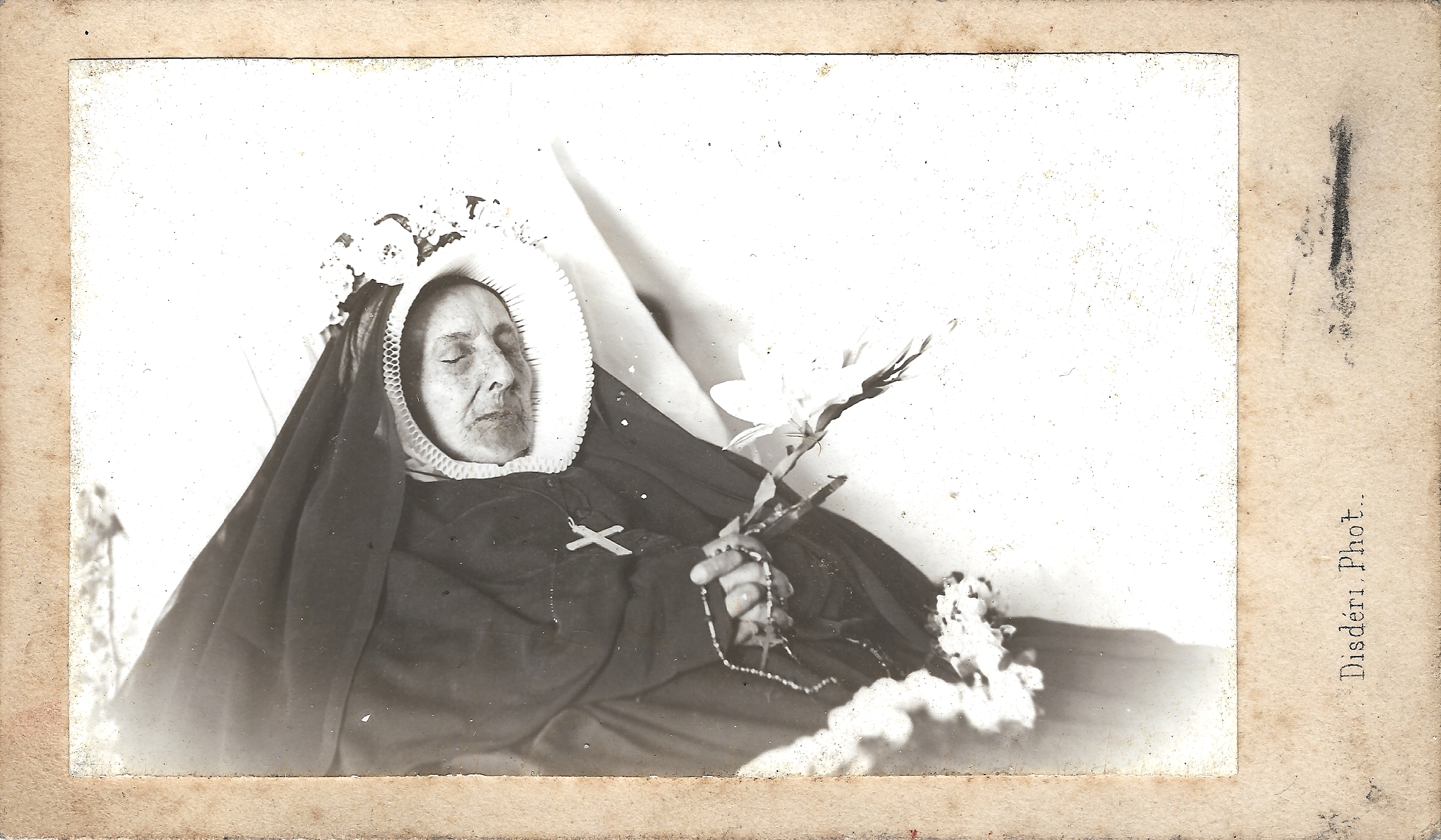
Portrait post-mortem de Madeleine-Sophie Barat.

#### Mai 1865
En mai 1865, la congrégation comprenait 3 539 religieuses réparties en 99 communautés à travers le monde. Le 21 mai 1865, Sophie Barat annonce sa mort prochaine : « Je me suis empressée de venir aujourd'hui car Jeudi nous allons au Ciel… » Sophie Barat meurt à Paris, dans la maison mère du boulevard des Invalides (aujourd'hui musée Rodin), le jour de l'Ascension, le 25 mai 1865. Sa dernière pensée, consignée dans son testament, résume bien toute sa vie « L'amour du Cœur de Jésus, pour le salut des âmes, selon le but de notre vocation ». 

#### Déplacements successifs de son corps
Sophie Barat est inhumée le 29 mai 1865 au cimetière de Conflans, un quartier de la ville de Charenton-le-Pont aux portes de Paris où elle avait fondé un pensionnat en 1832 dans une partie du château de Conflans, propriété de l'archevêque de Paris, et étendu cet établissement à proximité dans des bâtiments construits autour de 1850 à l'emplacement d'un ancien couvent de Bénédictines fermé à la Révolution.
Durant l'instruction du dossier permettant l'introduction de sa cause de canonisation, une première exhumation de son corps pour permettre l'examen de ses restes a lieu le 2 octobre 1893. Grande fut la surprise quand on constata la conservation inexpliquée de son corps. Après avoir été installé dans la chapelle Notre-Dame-des-Sept-Douleurs de Conflans, le corps est de nouveau inhumé à Conflans dans un nouveau cercueil le 26 octobre 1893.

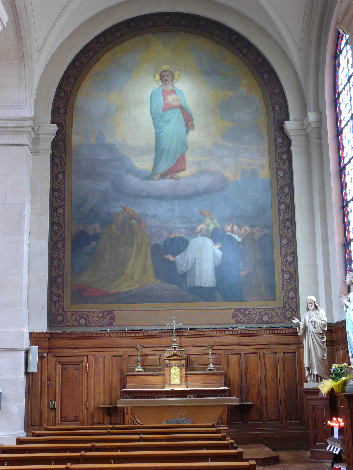
La chapelle du Sacré-Cœur de l'église Saint-François-Xavier à Paris.

Le 30 avril 1904, les congrégations religieuses quittent la France à la suite du vote de la loi du 5 juillet leur interdisant l'enseignement et les expropriant. Le cercueil de Sophie est transporté dans l'établissement de la congrégation près de Bruxelles, à Jette en Belgique. Sophie est alors inhumée dans la crypte de la grande chapelle de cet établissement.
Entre le 27 juillet 1908 et le 13 août 1908, le cercueil est ouvert à plusieurs reprises en vue de la béatification. Cette fois encore, son corps est trouvé intact. Un masque du visage est alors réalisé. Le 30 avril 1909, le corps est déposé dans la châsse en bronze doré dans laquelle elle repose depuis.
Au début de 1934, une chapelle consacrée à sainte Madeleine-Sophie Barat est construite près de la chapelle de Jette. La châsse y est transférée le 11 septembre 1934.
Le 2 octobre 1982, la congrégation quitte Jette, seules quelques sœurs restent au « Petit château », bâtiment qui avait été acheté par Sophie, et assurent l'entretien de la châsse.
Fin 1993, la grande chapelle néogothique de Jette est démolie, la petite chapelle consacrée à Madeleine-Sophie n'est plus accessible. Le 17 février 1994, la châsse est alors déménagée provisoirement dans un salon du Petit château.
Le 24 mai 1998, la châsse est transportée à Bruxelles, rue de l'Abondance, dans la maison provinciale de Belgique-Pays-Bas.
De façon à éviter de nouveaux déplacements de la châsse, la direction de la congrégation décide d'installer la châsse dans un lieu définitif. En septembre 2007, la décision est prise de l'installer dans la chapelle du Sacré-Cœur de l'église Saint-François-Xavier de Paris. Cette église se trouve à côté des bâtiments où Sophie a vécu : le siège de la congrégation (aujourd'hui musée Rodin) et l'établissement d'enseignement pour les jeunes filles (aujourd'hui lycée Victor-Duruy). La date est fixée au vendredi 19 juin 2009, fête du Sacré-Cœur. C'est donc ce jour-là qu'eut lieu une très importante cérémonie, présidée par le cardinal André Vingt-Trois, archevêque de Paris, entouré de Mgr Georges Gilson, archevêque émérite de Sens-Auxerre, Mgr Yves Patenôtre, archevêque titulaire de Sens-Auxerre, Mgr Antoine Hérouard, secrétaire général de la Conférence des évêques de France, Mgr Patrick Chauvet, curé de Saint-François-Xavier, d'une quarantaine de prêtres, de quelques centaines de religieuses de la Société du Sacré-Cœur de Jésus, et de plus de 1 000 fidèles.

La châsse de sainte Madeleine-Sophie Barat
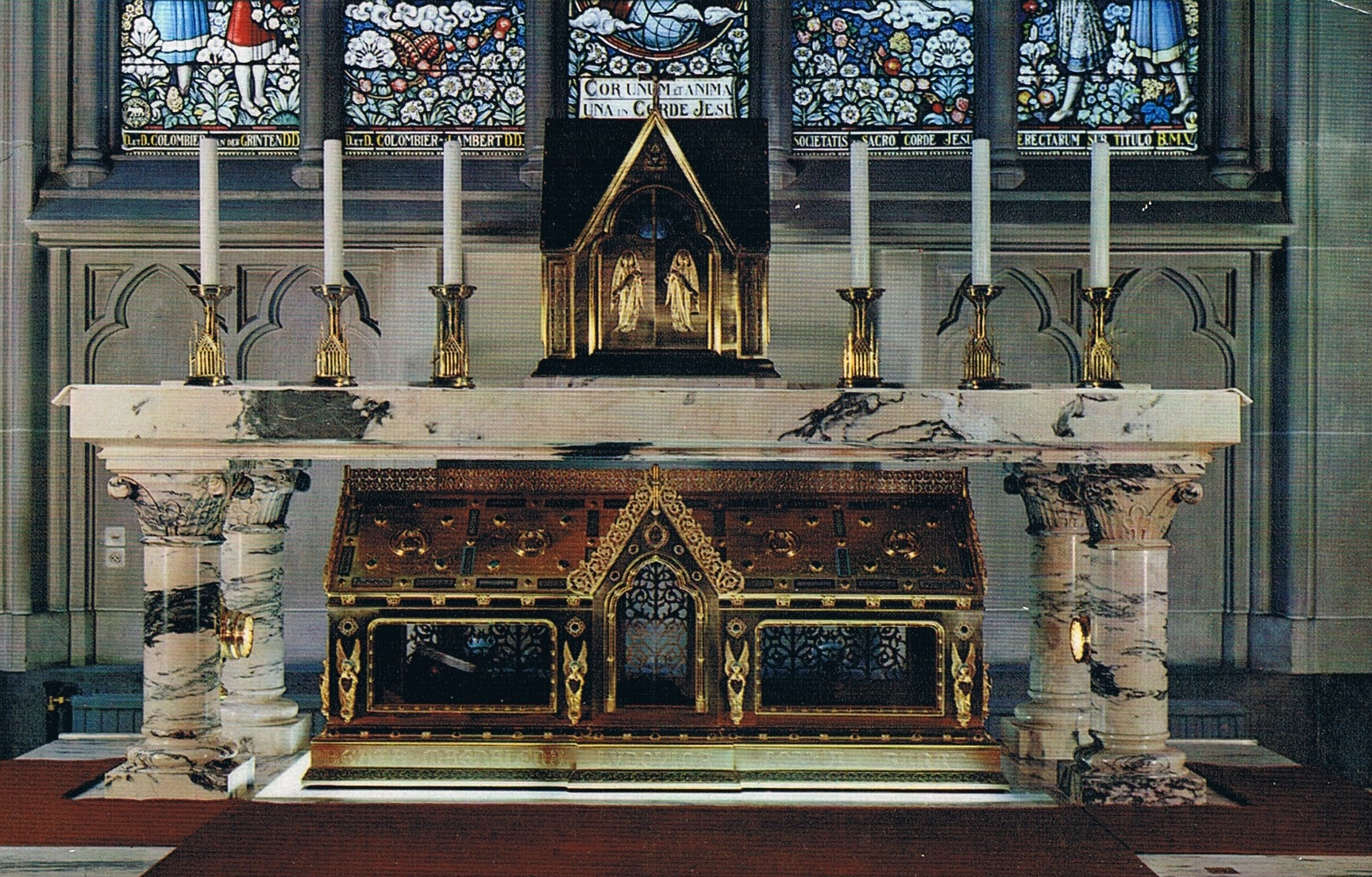
À Jette, dans la chapelle du Sacré-Cœur, jusqu'en février 1994.
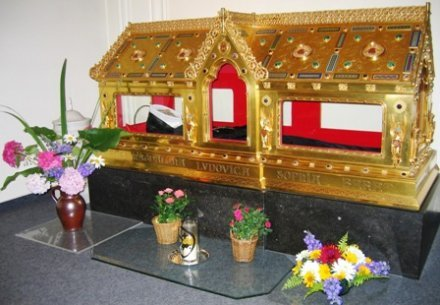
À Bruxelles, rue de l'Abondance, de mai 1998 à juin 2009.
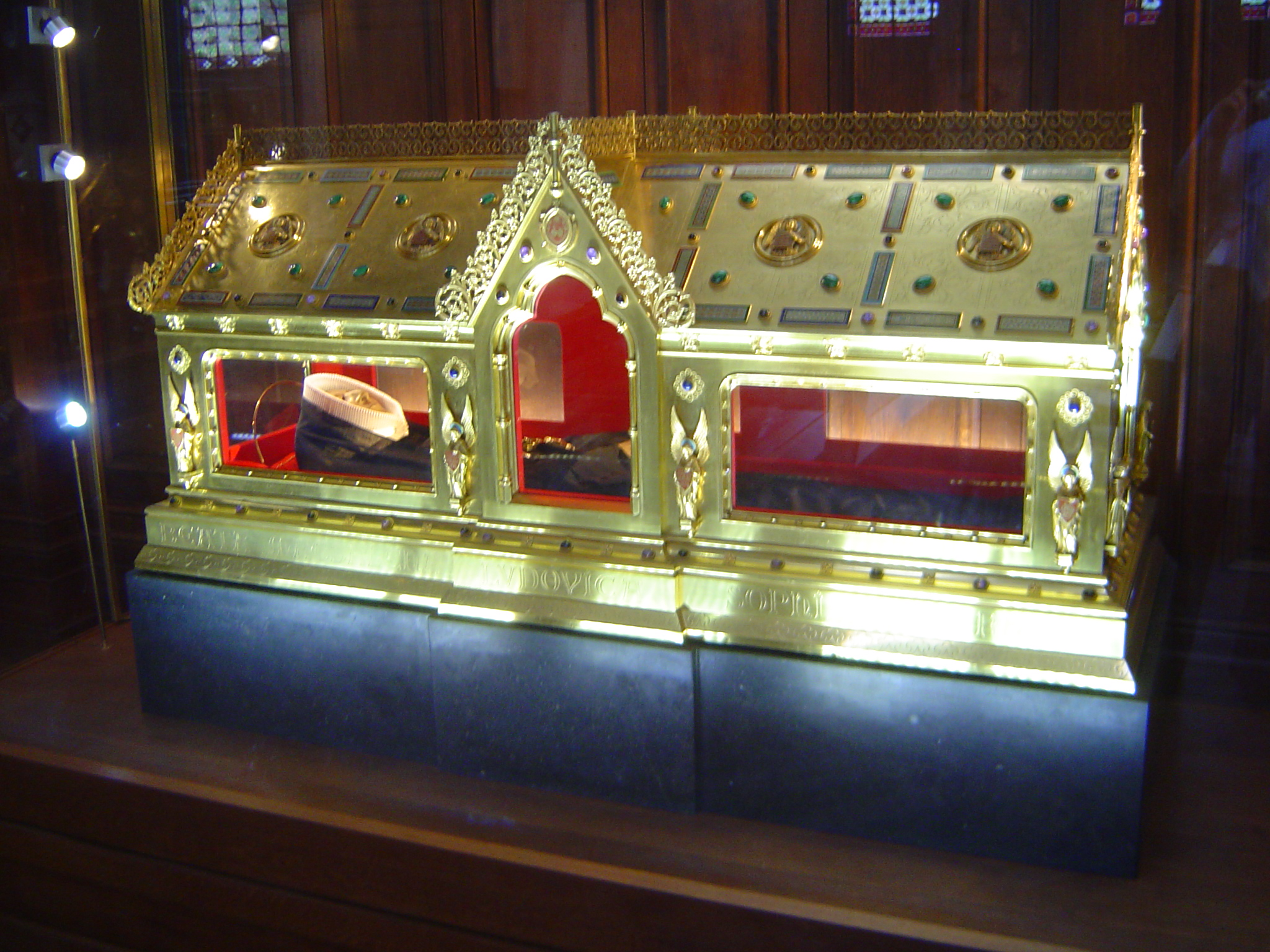
À Paris, dans la chapelle du Sacré-Cœur de l'église Saint-François-Xavier, depuis le 19 juin 2009.

#### Affaire du masque
En 1993, le masque mortuaire et le moulage en argent des mains de la sainte sont dérobés au couvent de Jette à l'occasion de la démolition de la chapelle. Deux ans plus tard, début 1995, ces objets sont retrouvés chez le baron Benoît de Bonvoisin. Inculpé de recel, celui-ci est condamné en février 1996, par le tribunal correctionnel de Bruxelles, à six mois de prison et 1 000 FB d'amende ; Alfred Collins est reconnu coupable du vol et condamné à deux ans de prison et 1 000 FB d'amende.

## Sophie versus Madeleine-Sophie

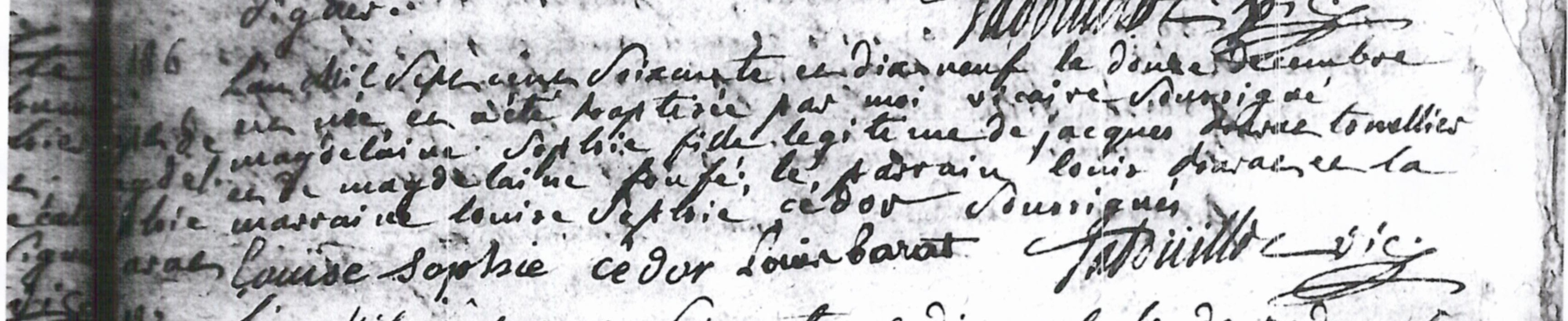
Acte de naissance de Madeleine Sophie Barat :
L'an mil sept cent soixante et dix neuf le douze décembre est née et a été baptisée par moi vicaire soussigné magdelaine sophie fille légitime de jacques barat tonellier et de magdelaine foufé, le parrain louis barat et la marraine louise sophie cédor.

Dans son acte de baptême, ses parents lui donnent deux prénoms : Magdelaine, suivi de Sophie. L'usage de l'époque était de placer le prénom usuel en dernier. C'est ainsi que de sa naissance à l'entrée dans sa communauté, elle est appelée par son prénom « Sophie », de même pendant toute sa vie, sa famille et ses amis l'ont toujours appelée « Sophie ». Sa sainte patronne est sainte Sophie de Rome, veuve chrétienne martyrisée avec ses trois filles sous le règne de l'empereur romain Hadrien vers 140.
En juin 1801 à Amiens, avec trois autres sœurs, elle fait ses vœux au sein de la communauté créée par le père Joseph Varin. Elle est alors appelée « sœur Sophie » au sein de la communauté. Le 21 décembre 1802, le père Joseph Varin la nomme supérieure de la communauté. Dès cet instant et jusqu'à sa mort, elle sera appelée « mère Barat » au sein de la communauté.
Sophie Barat a une dévotion particulière pour sainte Madeleine, le prénom de sa mère. À partir de son élection de supérieure générale en 1806, elle déclare explicitement que sainte Madeleine est sa patronne, et elle désire alors qu'on célèbre sa fête le 22 juillet : jour de la fête de sainte Marie Madeleine (Marie de Magdala).
Sa signature est « Sophie Barat » ou « Sophie » tout court jusqu'en 1809, lorsqu'apparaît la signature « Barat » sans prénom, qui est en concurrence avec « Sophie Barat » jusqu'en 1818 où elle signe ensuite toujours « Barat » (sans prénom, sans initiale).
C'est après sa mort qu'elle est nommée « Madeleine-Sophie Barat ». Au sein de sa congrégation, on l'appelle habituellement « Madeleine-Sophie » et c'est donc sous le nom de « Madeleine-Sophie Barat » que son procès en canonisation est instruit dès 1872,.

## Béatification et canonisation

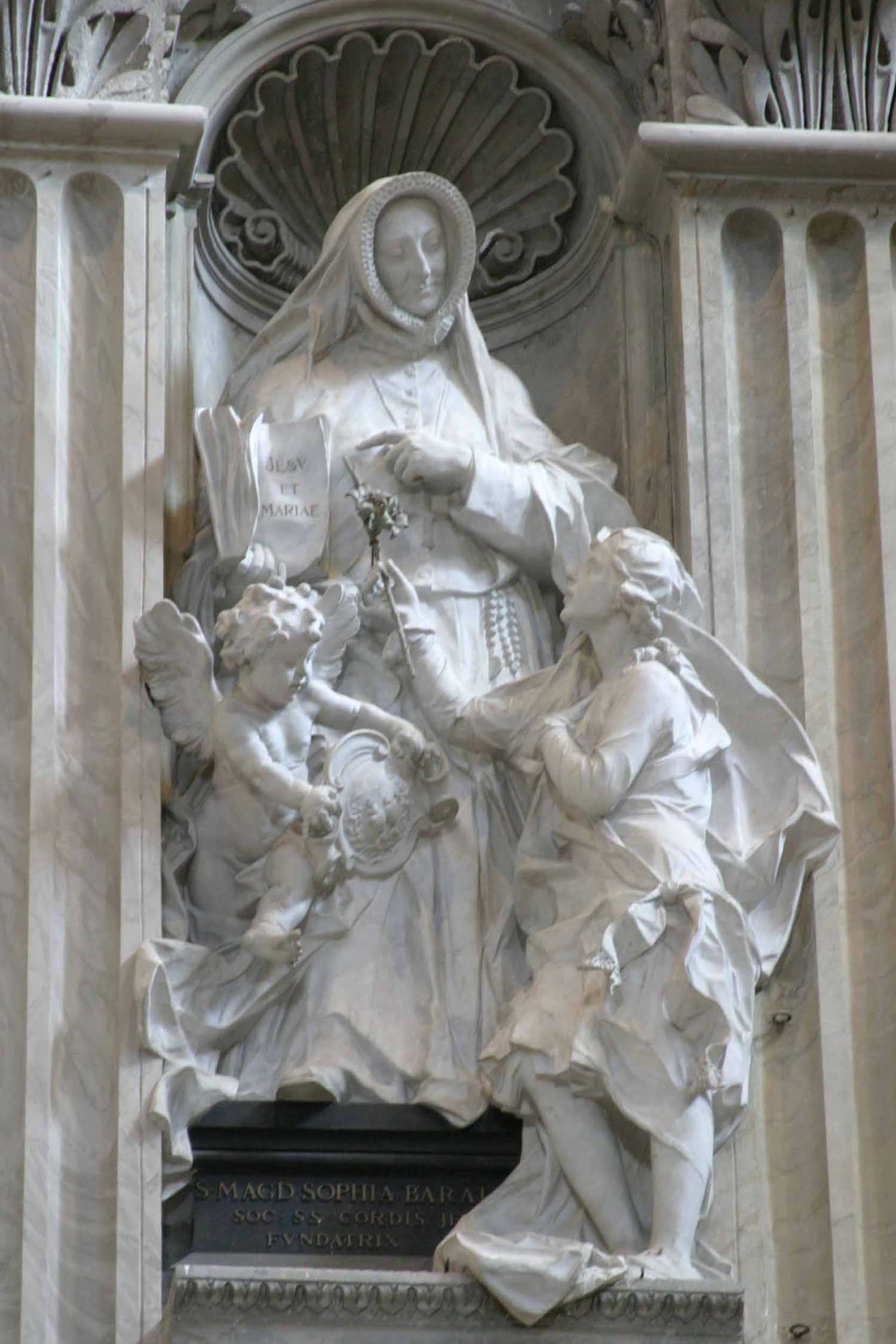
Statue de Madeleine-Sophie Barat dans la nef de Saint-Pierre de Rome.

Dès le mois de mai 1870, le pape exprime son désir de voir introduire la cause de la mère Barat. Sophie Barat a laissé une correspondance qui témoigne de son inlassable activité, plus de quatorze mille lettres ont ainsi été versées au dossier du procès de béatification. Les différentes étapes en sont les suivantes,, :
- 25 mai 1865, en la fête de l’Ascension : Madeleine Sophie Barat meurt à Paris ;
- mai 1870 : le pape Pie IX exprime à la supérieure, mère Goetz, son désir personnel de voir introduire la cause de la mère Barat ;
- mai 1872 : le procès informatif ouvre au sein du diocèse de Paris ;
- août 1872 : le procès informatif ouvre au sein du diocèse de Rome ;
- 18 juillet 1879 : le pape Léon XIII signe le décret pour « L'Introduction de la cause ». La Mère Barat est désormais « vénérable »[31] ;
- 12 février 1905 : le pape Pie X promulgue le décret d'héroïcité des vertus ;
- décembre 1907 : le décret pour l'approbation de deux miracles (celui d'une autrichienne, la sœur Klippel en août 1882 et celui de la jeune élève Nancy Bakewell à Saint-Louis aux États-Unis est promulgué[32],[33]) ;
- 24 mai 1908 : un bref du pape Pie X proclame la béatification de la mère Barat, désormais « bienheureuse », sa fête est fixée au 25 mai ;
- 28 décembre 1924 : le pape Pie XI promulgue le décret des deux miracles pour la mère Barat (le premier pour l'allemande Marie de Salm le 30 août 1912, et le second pour l'américaine Rose Coyne à New York en mai 1919[34]) et le curé d'Ars ;
- fin janvier 1925 : Rome annonce que la canonisation aura lieu le 25 mai[35] ;
- dimanche 24 mai 1925 : le pape Pie XI canonise « sainte Madeleine-Sophie Barat » et « sainte Marie-Madeleine Postel », fondatrice des religieuses des Écoles chrétiennes de la Miséricorde. En trois semaines, la piété française voit la canonisation le 10 mai des 32 religieuses d'Orange, martyres en 1794 ; le 17, de Thérèse de l'Enfant-Jésus, ; le 24 des mères Marie-Madeleine Postel (fondatrice de la Congrégation des sœurs des Écoles chrétiennes de la Miséricorde en 1807 et Barat ; le 31, du père Jean Eudes et du curé d'Ars[36].

Comme pour tous les autres fondateurs d'ordre religieux qui ont été canonisés, une statue, réalisée en 1934 par le sculpteur Enrico Quattrini, lui est dédiée dans la basilique Saint-Pierre de Rome.

## Son œuvre

### Congrégation des sœurs du Sacré-Cœur
En 1806, Sophie Barat est élue supérieure parce que c'est elle qui réunit les qualités pour cette place : son union intime avec Dieu, sa douceur, sa prudence, son dévouement entier à la congrégation, la sagesse de son gouvernement qu'on avait déjà éprouvée, tous les talents réunis dans un âge où tant d'autres ne font que donner des promesses font croire que Dieu l'avait suscitée dans son amour pour la fondation de la congrégation.
Sophie Barat a fait preuve ensuite d'une étonnante capacité d'adaptation face aux difficultés des situations qu'elle a traversées. Au sein de sa congrégation, elle a été aux prises avec une contestation qui s'est manifestée à deux reprises entre 1809 et 1815 et entre 1839 et 1843. Dans les deux cas, les dissensions portaient sur la spiritualité du Sacré-Cœur et sur la forme de vie religieuse qu'elle avait voulu instaurer. Chaque fois, Sophie a fait face avec simplicité et humilité en tenant dans les épreuves grâce à une prière profondément enracinée en Jésus-Christ, sachant à la fois pardonner et maintenir son œuvre dans l'esprit des origines.
Femme étonnamment ouverte aux besoins de son temps, elle fut attentive à y répondre de son mieux. Elle a travaillé à donner aux femmes un rôle de premier plan pour la reconstitution du tissu social. Elle a aussi révélé de remarquables qualités relationnelles, manifestant de l'aisance aussi bien avec les grands de ce monde qu'avec les enfants et leurs familles. Les plus pauvres savaient trouver auprès d'elle accueil et soutien. Le principe était simple: ouvrir des pensionnats payants d'élite pour les jeunes filles de la haute bourgeoisie afin de financer des œuvres, comme des écoles d'externes, pour les classes plus modestes.
Elle, qui dans son adolescence avait rêvé de la vie du Carmel, a su concilier, au cours de sa longue vie, action et contemplation. Elle a créé une vie apostolique nouvelle fondée sur l'intériorité et l'union au Cœur de Jésus.
Son activité apostolique fut très intense : de très nombreux voyages à travers l'Europe, tout en gouvernant au quotidien la congrégation, et pas moins de 14 000 lettres autographes. Ces lettres, réunies après sa mort, témoignent de son attention affectueuse à chacune, de sa prudence, de son zèle.
L'influence de Sophie s'est exercée dans deux sens. Elle et sa société ont pris une part importante dans l'extension de la dévotion au Sacré-Cœur, qui devait prendre une place de choix à partir du milieu du XIXe siècle. L'importance attachée à l'éducation solide des filles de la bourgeoisie s'est révélée une intuition fructueuse puisqu'elle contribua à faire en grande partie échapper les familles de ce milieu à la désagrégation religieuse qui allait affecter les élites françaises gagnées par le positivisme et l'anticléricalisme.
L'ouverture des lycées napoléoniens, puis républicains, aux filles, œuvre du ministre de l'Instruction publique Victor Duruy, pour ne pas laisser le monopole de l'éducation des filles de la bourgeoisie aux congrégations, est, en un certain sens, un hommage paradoxal rendu à l'intuition de Sophie. L'institut, qui leur est confisqué par la Troisième République, du boulevard des Invalides est du reste renommé lycée Victor-Duruy et sera, jusqu'à la mixité des années 1970, un lycée de jeunes filles des plus prestigieux de la capitale.

### Publications

#### Correspondance
Grâce à ses archives, la Société du Sacré-Cœur (Rome et Potiers) a regroupé en 68 volumes les 14 000 lettres rédigées par Sophie Barat.
Par ailleurs, Jeanne de Charry (rscj) a publié en 1982 l'ouvrage : Joseph Varin, Lettres à sainte Madeleine-Sophie Barat (1801-1849). Cet ouvrage, de 396 pages, contient le texte intégral des lettres, avec notes et index analytique.

#### Autres écrits
- Souvenirs du premier noviciat de Poitiers, 1 vol.
- Lettres circulaires adressées aux religieuses, 2 vol.
  - Lettres adressées à toute la Société, Rome, maison mère, 1960, 256 pages.
  - Lettres pour les supérieures, leur conseil et les économes, Rochampton, 1904, 349 pages.
- Conférences aux religieuses, Rochampton, 1900, 2 vol., 454 et 477 pages.
- Lettres choisies adressées aux religieuses, 5 vol.
  - 1804-1822, Rochampton, 1920, 475 pages.
  - 1823-1837, Rome, maison mère, 1928, 491 pages.
  - 1838-1850, Rome, maison mère, 1940, 415 pages.
  - 1851-1860, Rome, maison mère, 1955, 419 pages.
  - 1860-1865, Rome, maison mère, 1957, 278 pages.
- Lettres choisies pour les seules supérieures, 5 vol.
  - 1816-1850, Rome, maison mère, 1922, 300 pages.
  - 1850-1865, Rome, maison mère, 1928, 491 pages.
  - série complémentaire, 1826-1857, Rome, maison mère, 1954, 478 pages.
  - série complémentaire, 1858-1860, Rome, maison mère, 1957, 439 pages.
  - série complémentaire, 1860-1865, Rome, maison mère, 1965, 450 pages.
- Lettres choisies aux Mères en charge, Rome, maison mère, 1924, 237 pages.
- Journal de Poitiers - 1806-1808, éd. Marie-Thérèse Vimot, Poitiers, 1977, 158 pages, [lire en ligne].
- Correspondance Sainte Madeleine-Sophie Barat - Sainte Philippine Duchesne, éd. Jeanne de Charry, 4 vol., 1988-2000.
- Écrits de Poitiers, préface par Mgr Albert Rouet, archevêque de Poitiers, éditions Robert Favreau, in collection Trésors poitevins, 2011.

## Hommages
Sophie Barat a donné son nom à plusieurs établissements scolaires, notamment :
- dès 1856, l'école Sophie-Barat à Montréal au Canada[40] ;
- le Groupe Scolaire Sophie Barat à Châtenay-Malabry dans les Hauts-de-Seine[41] ;
- la Sophie-Barat-Schule à Hambourg en Allemagne[42] ;
- le collège Barat (en) à Lake Forest dans l'Illinois, au nord de Chicago ;
- le groupe scolaire Colégio Madalena Sofia à Curitiba, au sud du Brésil.

Des reliques de sainte Madeleine-Sophie Barat sont déposées dans le nouvel autel de la cathédrale Notre-Dame de Paris, le 8 décembre 2024,.

## Iconographie

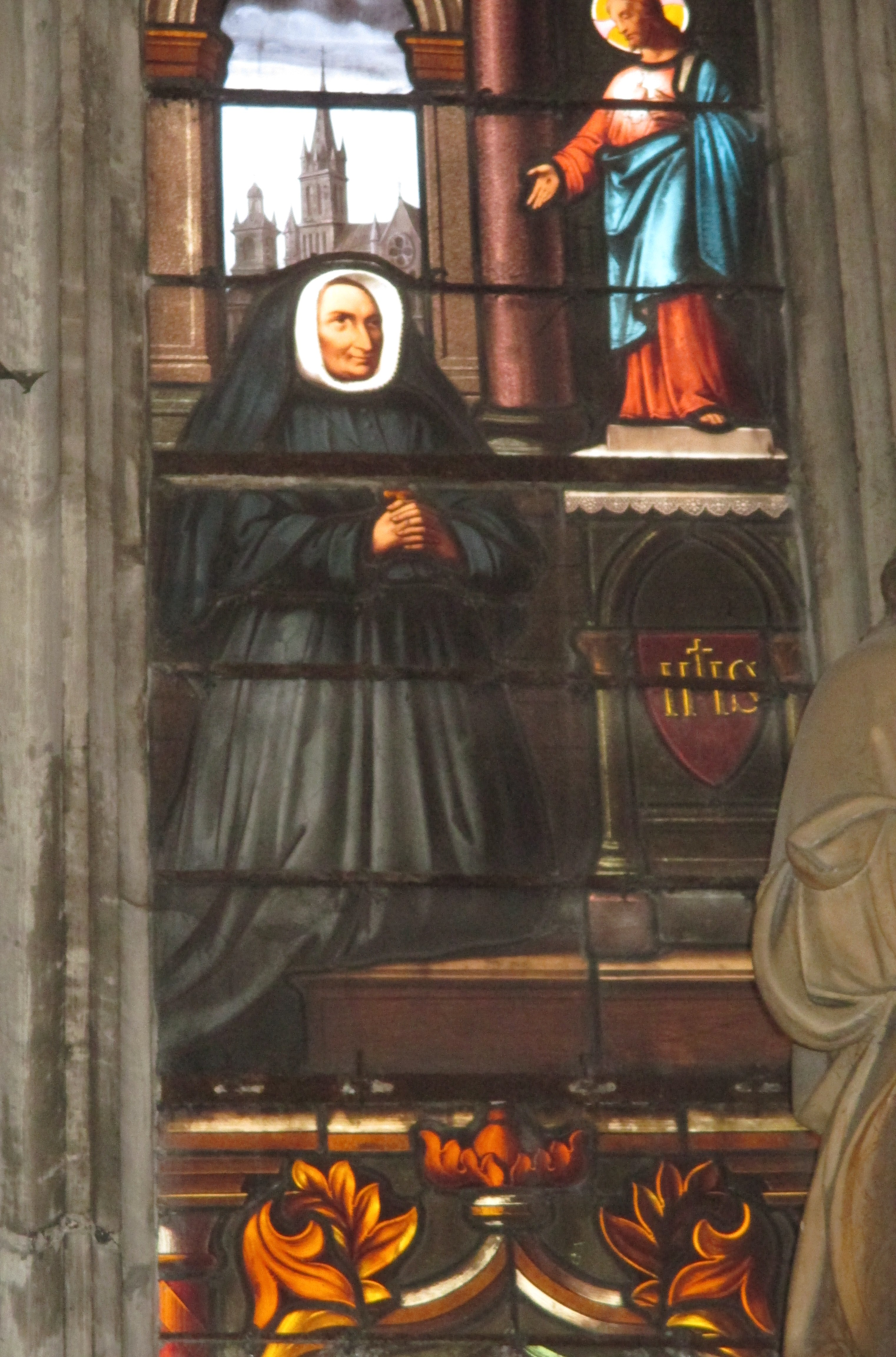
Église Saint-Thibault de Joigny, détail du vitrail de sainte Madeleine-Sophie Barat.

Sophie Barat a toujours refusé qu'on la photographie ou qu'on peigne son portrait, au prétexte que : « Ce n’est pas mon visage qu’il faut reproduire. C’est mon affection pour vous qu’il faudrait photographier ; vous auriez alors quelque chose ».
Les seuls portraits connus sont celui réalisé par le peintre Savinien Petit, qui avait rencontré Sophie Barat et qui a réalisé son portrait après sa mort, ainsi qu'une photo prise à son décès. Toutes les images pieuses la représentant sont donc interprétées à partir de ces portraits ou du masque mortuaire réalisé en 1908.

## Pour approfondir